# UCI-Straßenradsport-Kalender der Frauen 2024
Der UCI-Straßenradsport-Kalender der Frauen 2024 bestand aus den Wettbewerben des internationalen Straßenradsports, die im Kalender des Radsport-Weltverbands UCI registriert waren und ein Rennen für Frauen beinhalteten. Nach Verständnis der UCI lief die Straßensaison 2024 vom 18. Oktober 2023 bis zum 20. Oktober 2024. Zum besseren Verständnis sind hier jedoch die Rennen des Kalenderjahrs 2024 aufgeführt.

## Klassifikation
Die Eintages- und Etappenrennen des internationalen Straßen-Kalenders 2024 gehörten, soweit sie Frauen betreffen, folgenden Klassen an (siehe auch UCI-Kategorie):
- die Weltmeisterschaften (CM) im September;
- die kontinentalen Meisterschaften (CC) in Europa, Asien, Afrika, Amerika und Ozeanien;
- die nationalen Meisterschaften (CN), die über die Saison verteilt stattfanden, meist aber Ende Juni, siehe Nationale Straßen-Radsportmeister 2024;
- die Olympischen Spiele (JO) im Juli/August, siehe Olympische Sommerspiele 2024/Radsport;
- diverse regionale Veranstaltungen (JC bzw. JR) wie die Afrikaspiele, die Zentralamerikanischen Meisterschaften und die Karibischen Meisterschaften;
- Eintagesrennen (1.WWT) und Etappenrennen (2.WWT) der UCI Women’s WorldTour 2024;
- Eintagesrennen (1.Pro) und Etappenrennen (2.Pro) der UCI ProSeries;
- Eintagesrennen (1.1) und Etappenrennen (2.1) der Klasse 1;
- Eintagesrennen (1.2) und Etappenrennen (2.2) der Klasse 2.

Die Einstufung eines Rennens hatte Einfluss darauf, welche Radsportteams daran teilnehmen konnten und in welchem Maße sie in die UCI-Weltrangliste eingingen. Unten aufgeführt sind die Rennen der drei letztgenannten Klassen, also die ProSeries sowie die Rennen der Klassen 1 und 2. Die Rennen sind aufgeteilt nach der altersbedingten Kategorie, der sie angehörten, also Elite, U23 oder Juniorinnen. Daneben gab es zahlreiche weitere Rennen auf den nationalen Kalendern der einzelnen Radsportverbände, die an dieser Stelle nicht berücksichtigt sind.

## Elite
| Datum               | Land               | Rennen                                           | Klasse | Siegerin              | Mannschaft                        |
| ------------------- | ------------------ | ------------------------------------------------ | ------ | --------------------- | --------------------------------- |
| 20. Jan.            | Spanien            | Trofeo Felanitx-Colònia de Sant Jordi            | 1.1    | Noemi Rüegg           | EF Education-Cannondale           |
| 20. Jan.            | Neuseeland         | Gravel and Tar Classic                           | 1.2    | Kate McCarthy         | Green Monkey                      |
| 21. Jan.            | Spanien            | Trofeo Palma Femina                              | 1.1    | Magdeleine Vallieres  | EF Education-Cannondale           |
| 22. Jan.            | Spanien            | Trofeo Binissalem-Andratx                        | 1.1    | Eleonora Gasparrini   | UAE Team ADQ                      |
| 28. Jan.            | Spanien            | Women Cycling Pro Costa De Almería               | 1.1    | Olivia Baril          | Movistar Team Women               |
| 4. Feb.             | Spanien            | Vuelta a la Comunitat Valenciana                 | 1.1    | Cédrine Kerbaol       | Ceratizit-WNT Pro Cycling Team    |
| 15. Feb. – 18. Feb. | Spanien            | Setmana Ciclista Valenciana                      | 2.Pro  | Marlen Reusser        | Team SD Worx-Protime              |
| 25. Feb.            | Spanien            | Clásica de Almería                               | 1.1    | Lauren Stephens       | Cynisca Cycling                   |
| 25. Feb.            | Belgien            | Omloop van het Hageland                          | 1.1    | Kristen Faulkner      | EF Education-Cannondale           |
| 27. Feb.            | Belgien            | Le Samyn des Dames                               | 1.1    | Vittoria Guazzini     | FDJ-Suez                          |
| 28. Feb.            | Kroatien           | Umag Trophy Ladies                               | 1.2    | Sara Fiorin           | UAE Development Team              |
| 3. März             | Italien            | Trofeo Oro in Euro                               | 1.1    | Elisa Longo Borghini  | Lidl-Trek                         |
| 3. März             | Kroatien           | Poreč Trophy Ladies                              | 1.2    | Petra Zsankó          | RC ARBÖ-ASKÖ Rapso Knittelfeld    |
| 4. März             | El Salvador        | Grand Prix Surf City El Salvador                 | 1.1    | Antri Christoforou    | Roland                            |
| 5. März             | El Salvador        | Grand Prix El Salvador                           | 1.1    | Valentina Basilico    | Eneicat-CMTeam                    |
| 5. März – 8. März   | Italien            | Trofeo Ponente in Rosa                           | 2.2    | Kim Cadzow            | EF Education-Cannondale           |
| 6. März             | El Salvador        | Grand Prix Presidente                            | 1.1    | Elena Hartmann        | Roland                            |
| 6. März             | Belgien            | GP Oetingen                                      | 1.1    | Lorena Wiebes         | Team SD Worx-Protime              |
| 8. März – 10. März  | Spanien            | Vuelta Extremadura Féminas                       | 2.2    | Mareille Meijering    | Movistar Team Women               |
| 8. März – 12. März  | El Salvador        | Vuelta Ciclista Femenina a el Salvador           | 2.1    | Elena Hartmann        | Roland                            |
| 9. März             | Niederlande        | Drentse Acht van Westerveld                      | 1.1    | Sofie van Rooijen     | VolkerWessels Women’s Team        |
| 13. März            | Belgien            | Nokere Koerse                                    | 1.Pro  | Lotte Kopecky         | Team SD Worx-Protime              |
| 13. März            | El Salvador        | Grand Prix MOPT                                  | 1.1    | Aranza Villalón       | Soltec Iberoamérica               |
| 14. März – 17. März | Frankreich         | Tour de Normandie Féminin                        | 2.1    | Mie Bjørndal Ottestad | Uno-X Mobility                    |
| 14. März – 17. März | Guatemala          | Vuelta Internacional Femenina a Guatemala        | 2.2    | Valentina Basilico    | Eneicat-CMTeam                    |
| 27. März            | Belgien            | Dwars door Vlaanderen                            | 1.Pro  | Marianne Vos          | Team Visma-Lease a Bike           |
| 1. Apr.             | Belgien            | Ronde de Mouscron                                | 1.1    | Daria Pikulik         | Human Powered Health              |
| 3. Apr.             | Belgien            | Scheldeprijs                                     | 1.1    | Lorena Wiebes         | Team SD Worx-Protime              |
| 3. Apr.             | Frankreich         | Région Pays de la Loire Tour-Féminin             | 1.2    | Michaela Drummond     | Arkéa-B&B Hotels Women            |
| 8. Apr. – 10. Apr.  | Thailand           | Tour of Thailand                                 | 2.1    | Jutatip Maneephan     | Thailand Women’s Cycling Team     |
| 10. Apr.            | Belgien            | Brabantse Pijl                                   | 1.Pro  | Elisa Longo Borghini  | Lidl-Trek                         |
| 14. Apr.            | Frankreich         | Grand Prix de Chambéry                           | 1.1    | Lore De Schepper      | AG Insurance-Soudal NXTG          |
| 19. Apr. – 23. Apr. | Italien            | Giro Mediterraneo Rosa                           | 2.2    | Lara Gillespie        | UAE Development Team              |
| 20. Apr.            | Niederlande        | Omloop van Borsele                               | 1.1    | Sofie van Rooijen     | VolkerWessels Women’s Team        |
| 24. Apr. – 28. Apr. | Vereinigte Staaten | Tour of the Gila                                 | 2.2    | Lauren Stephens       | Cynisca Cycling                   |
| 25. Apr.            | Italien            | Gran Premio della Liberazione                    | 1.1    | Chiara Consonni       | UAE Team ADQ                      |
| 25. Apr. – 28. Apr. | Tschechien         | Gracia Orlová                                    | 2.2    | Corinna Lechner       | Wheel Divas                       |
| 27. Apr.            | Luxemburg          | Festival Elsy Jacobs (Garnich)                   | 1.2    | Marta Lach            | Ceratizit-WNT Pro Cycling Team    |
| 28. Apr.            | Luxemburg          | Festival Elsy Jacobs (Luxembourg)                | 1.2    | Marta Lach            | Ceratizit-WNT Pro Cycling Team    |
| 1. Mai              | Belgien            | Cyclis Classic                                   | 1.2    | Anne Knijnenburg      | VolkerWessels Women’s Team        |
| 3. Mai              | Frankreich         | La Classique Morbihan                            | 1.1    | Eleonora Gasparrini   | UAE Team ADQ                      |
| 4. Mai              | Belgien            | Grote Prijs Eco-Struct                           | 1.1    | Chiara Consonni       | UAE Development Team              |
| 4. Mai              | Frankreich         | Grand Prix du Morbihan Féminin                   | 1.1    | Silvia Persico        | UAE Team ADQ                      |
| 5. Mai              | Belgien            | Trofee Maarten Wynants                           | 1.1    | Anniina Ahtosalo      | Uno-X Mobility                    |
| 8. Mai              | Spanien            | Navarra Women’s Elite Classic                    | 1.Pro  | Hannah Ludwig         | Cofidis Women Team                |
| 12. Mai             | Serbien            | Belgrade GP Woman Tour                           | 1.2    | Hanna Zerach          | BTC City Ljubljana Zhiraf Ambedo  |
| 14. Mai             | Spanien            | Durango–Durango Emakumeen Saria                  | 1.1    | Cédrine Kerbaol       | Ceratizit-WNT Pro Cycling Team    |
| 17. Mai             | Niederlande        | Veenendaal–Veenendaal Classic                    | 1.1    | Riejanne Markus       | Team Visma-Lease a Bike           |
| 19. Mai             | Belgien            | Antwerp Port Epic                                | 1.1    | Lara Gillespie        | UAE Development Team              |
| 20. Mai             | Belgien            | Grand Prix Mazda Schelkens                       | 1.1    | Martina Fidanza       | Ceratizit-WNT Pro Cycling Team    |
| 22. Mai – 24. Mai   | Frankreich         | Tour de Bretagne Féminin                         | 2.1    | Grace Brown           | FDJ-Suez                          |
| 23. Mai – 26. Mai   | Tschechien         | Tour de Feminin – O cenu Českého Švýcarska       | 2.2    | Julia Kopecký         | AG Insurance-Soudal NXTG          |
| 25. Mai             | Estland            | Ladies Tour of Estonia                           | 1.2    | Eline van Rooijen     | Team Coop-Repsol                  |
| 25. Mai             | Niederlande        | Omloop der Kempen Ladies                         | 1.2    | Sara Fiorin           | UAE Development Team              |
| 26. Mai             | Spanien            | Gran Premio Ciudad de Eibar                      | 1.Pro  | Iurani Blanco         | Laboral Kutxa-Fundación Euskadi   |
| 27. Mai – 29. Mai   | Usbekistan         | Tour of Bostonliq Ladies                         | 2.2    | Yanina Kuskova        | Samarkand                         |
| 29. Mai – 1. Juni   | Spanien            | Vuelta Ciclista Andalucía Elite Women            | 2.1    | Mavi García           | Liv AlUla Jayco                   |
| 2. Juni             | Frankreich         | Alpes Grésivaudan Classic                        | 1.1    | Marion Bunel          | St. Michel-Mavic-Auber 93         |
| 2. Juni             | Belgien            | Dwars door de Westhoek                           | 1.1    | Kathrin Schweinberger | Ceratizit-WNT Pro Cycling Team    |
| 7. Juni – 9. Juni   | Spanien            | Volta Ciclista a Catalunya Femenina              | 2.1    | Marianne Vos          | Team Visma-Lease a Bike           |
| 8. Juni             | Belgien            | Dwars door het Hageland                          | 1.1    | Lucinda Brand         | Lidl-Trek                         |
| 9. Juni             | Belgien            | Flanders Diamond Tour                            | 1.1    | Chiara Consonni       | UAE Team ADQ                      |
| 14. Juni – 16. Juni | Frankreich         | Tour Féminin International des Pyrénées          | 2.1    | Usoa Ostolaza         | Laboral Kutxa-Fundación Euskadi   |
| 25. Juni – 30. Juni | Deutschland        | Thüringen Ladies Tour                            | 2.Pro  | Ruth Edwards          | Human Powered Health              |
| 28. Juni – 30. Juni | Polen              | Tour de Pologne Women                            | 2.2    | Laura Molenaar        | VolkerWessels Women’s Team        |
| 3. Juli – 7. Juli   | Portugal           | Volta a Portugal Feminina                        | 2.2    | India Grangier        | Team Coop-Repsol                  |
| 6. Juli             | Slowakei           | Ladies Race Slovakia                             | 1.2    | Viktória Chladoňová   | Slowakei                          |
| 7. Juli             | Belgien            | 2 Districtenpijl                                 | 1.1    | Daria Pikulik         | Human Powered Health              |
| 14. Juli            | Belgien            | Grote Prijs Beveren                              | 1.2    | Fien Van Eynde        | Fenix-Deceuninck Development Team |
| 17. Juli – 21. Juli | Belgien            | Baloise Ladies Tour                              | 2.1    | Lorena Wiebes         | Team SD Worx-Protime              |
| 20. Juli            | Frankreich         | La Périgord Ladies                               | 1.2    | Josie Talbot          | Cofidis Women Team                |
| 21. Juli            | Frankreich         | La Picto-Charentaise                             | 1.1    | Sheyla Gutiérrez      | Movistar Team Women               |
| 25. Juli – 28. Juli | Polen              | Princess Anna Vasa Tour                          | 2.2    | Lieke Nooijen         | Team Visma-Lease a Bike           |
| 30. Juli            | Frankreich         | Kreiz Breizh Elites Féminin                      | 1.1    | Anouska Koster        | Uno-X Mobility                    |
| 15. Aug.            | Belgien            | Grote Prijs Yvonne Reynders                      | 1.1    | Scarlett Souren       | VolkerWessels Women’s Team        |
| 20. Aug.            | Belgien            | Egmont Cycling Race Women                        | 1.2    | Lieke Nooijen         | Team Visma-Lease a Bike           |
| 20. Aug. – 25. Aug. | Kolumbien          | Vuelta a Colombia Femenina                       | 2.2    | Lilibeth Chacón       | Pato Bike BMC Team                |
| 22. Aug.            | Belgien            | Grote Prijs Lucien Van Impe                      | 1.2    | Evy Kuijpers          | Fenix-Deceuninck                  |
| 23. Aug.            | Belgien            | Kortrijk Koerse                                  | 1.1    | Sofie van Rooijen     | VolkerWessels Women’s Team        |
| 29. Aug. – 1. Sep.  | Italien            | Giro della Toscana Femminile                     | 2.2    | Margot Vanpachtenbeke | VolkerWessels Women’s Team        |
| 1. Sep.             | Schweiz            | Chrono Roland bouge                              | 1.2    | Cédrine Kerbaol       | Ceratizit-WNT Pro Cycling Team    |
| 1. Sep.             | Belgien            | Grote Prijs Beerens                              | 1.1    | Sofie van Rooijen     | VolkerWessels Women’s Team        |
| 2. Sep. – 8. Sep.   | Frankreich         | Tour Cycliste Féminin International de l’Ardèche | 2.1    | Thalita de Jong       | Lotto Dstny Ladies                |
| 8. Sep.             | Frankreich         | Choralis Fourmies Féminine                       | 1.1    | Silvia Zanardi        | Human Powered Health              |
| 15. Sep.            | Frankreich         | Grand Prix d’Isbergues-Pas de Calais Féminin     | 1.1    | Maaike Boogaard       | AG Insurance-Soudal Team          |
| 15. Sep.            | Deutschland        | Women’s Cycling Grand Prix Stuttgart & Region    | 1.Pro  | Eleonora Gasparrini   | UAE Team ADQ                      |
| 15. Sep.            | Spanien            | Pionera Race                                     | 1.2    | Debora Silvestri      | Laboral Kutxa-Fundación Euskadi   |
| 18. Sep.            | Belgien            | Grand Prix de Wallonie                           | 1.1    | Karlijn Swinkels      | UAE Team ADQ                      |
| 20. Sep.            | Kanada             | Chrono Gatineau                                  | 1.1    | Franziska Brauße      | Ceratizit-WNT Pro Cycling Team    |
| 20. Sep. – 21. Sep. | Belgien            | Tour de la Semois                                | 2.2    | Karlijn Swinkels      | UAE Development Team              |
| 21. Sep.            | Kanada             | Grand Prix cycliste de Gatineau                  | 1.1    | Letizia Paternoster   | Liv AlUla Jayco                   |
| 1. Okt.             | Belgien            | Binche–Chimay–Binche                             | 1.1    | Cat Ferguson          | Movistar Team Women               |
| 5. Okt.             | Italien            | Giro dell’Emilia Donne                           | 1.Pro  | Elisa Longo Borghini  | Lidl-Trek                         |
| 8. Okt.             | Italien            | Tre Valli Varesine                               | 1.Pro  | Cédrine Kerbaol       | Ceratizit-WNT Pro Cycling Team    |
| 13. Okt.            | Frankreich         | Chrono des Nations                               | 1.1    | Grace Brown           | FDJ-Suez                          |
| 17. Okt. – 20. Okt. | Costa Rica         | Vuelta Internacional Femenina a Costa Rica       | 2.2    | Esther Galarza        | Pato Bike BMC Team                |
| 21. Nov. – 24. Nov. | Ecuador            | Vuelta Femenina al Ecuador                       | 2.2    | Esther Galarza        | Eagle Bikes                       |

## U23
Jenseits von Meisterschaften auf Welt-, Kontinental- oder nationaler Ebene gab es nur zwei ausdrücklich für die U23 vorgesehene Rennen, von denen eins, die Watersley Womens Challenge, wieder abgesagt wurde.
| Datum               | Land       | Rennen                  | Klasse | Siegerin     | Mannschaft |
| ------------------- | ---------- | ----------------------- | ------ | ------------ | ---------- |
| 21. Aug. – 24. Aug. | Frankreich | Tour de l’Avenir Femmes | 2.2U   | Marion Bunel | Frankreich |

## Juniorinnen
Rennen, die dem UCI-Nationencup der Juniorinnen angehörten, trugen die Einstufung 1.Ncup bzw. 2.Ncup.
| Datum                | Land        | Rennen                                           | Klasse | Siegerin         | Mannschaft                       |
| -------------------- | ----------- | ------------------------------------------------ | ------ | ---------------- | -------------------------------- |
| 17. März             | Italien     | Piccolo Trofeo Alfredo Binda – Valli del Verbano | 1.Ncup | Imogen Wolff     | Großbritannien                   |
| 19. Apr. – 21. April | Belgien     | Omloop van Borsele                               | 2.Ncup | Cat Ferguson     | Großbritannien                   |
| 21. Apr.             | Belgien     | Gent–Wevelgem                                    | 1.1    | Amelia Cebak     | Tofauti Everyone Active          |
| 4. Mai – 5. Mai      | Frankreich  | Tour du Gévaudan Occitanie femmes                | 2.Ncup | Cat Ferguson     | Shibden Hopetech Apex            |
| 19. Mai              | Belgien     | Flandern-Rundfahrt                               | 1.1    | Célia Gery       | Frankreich                       |
| 20. Juli – 21. Juli  | Spanien     | Bizkaikoloreak                                   | 2.Ncup | Cat Ferguson     | Shibden Hopetech Apex            |
| 24. Aug.             | Frankreich  | Grand Prix Ceratizit Women Junior                | 1.1    | Auke De Buysser  | MIX Restore Cycling/WV de Amstel |
| 30. Aug. – 1. Sep.   | Niederlande | Watersley Ladies Challenge                       | 2.Ncup | Paula Ostiz      | Spanien                          |
| 13. Okt.             | Frankreich  | Chrono des Nations                               | 1.1    | Luca Vierstraete | AG Insurance-NXTG U19            |